# Carry Me (bài hát của Kygo)
"Carry Me" là một bài hát năm 2016 của DJ và nhà sản xuất thu âm người Na Uy Kygo từ album phòng thu đầu tay của anh, Cloud Nine. Nó là đĩa đơn thứ sáu từ album, được phát hành ngày 12 tháng 8 năm 2016. Bài hát có sự hợp tác của ca sĩ người Mỹ Julia Michaels. Bài hát được biểu diễn trong lễ bế mạc Thế vận hội Mùa hè 2016 tại Sân vận động Maracanã vào ngày 21 tháng 8 năm 2016.

## Xếp hạng
| Bảng xếp hạng (2016)                          | Vị trí xếp hạng cao nhất |
| --------------------------------------------- | ------------------------ |
| Úc (ARIA)                                     | 77                       |
| Bỉ (Ultratip Flanders)                        | 40                       |
| Bỉ (Ultratop 50 Wallonia)                     | 45                       |
| Cộng hòa Séc (Rádio Top 100)                  | 100                      |
| Pháp (SNEP)                                   | 97                       |
| Hà Lan (Dutch Top 40)                         | 28                       |
| Hà Lan (Single Top 100)                       | 81                       |
| Na Uy (VG-lista)                              | 39                       |
| Scotland (OCC)                                | 45                       |
| Vương quốc Anh (Official Charts Company)      | 133                      |
| Hoa Kỳ Hot Dance/Electronic Songs (Billboard) | 16                       |

## Lịch sử phát hành
| Khu vực  | Ngày                | Định dạng       | Nhãn đĩa |
| -------- | ------------------- | --------------- | -------- |
| Toàn cầu | 12 tháng 8 năm 2016 | Tải kỹ thuật số | Sony     |